# میکل ترافورد
میکل ترافورد (به انگلیسی: Mickle Trafford) یک روستا و محله مدنی در بریتانیا است که در ناحیه میکل ترافورد واقع شده‌است. میکل ترافورد ۱٬۸۳۱ نفر جمعیت دارد.